# Utopia (Within Temptation)
Utopia è il primo singolo estratto dall'album dal vivo An Acoustic Night at the Theatre del gruppo musicale symphonic metal olandese Within Temptation.

## Tracce
1. Utopia
2. Restless – Live at Beursgebouw Eindhoven 23-11-2007

## Formazione
- Sharon den Adel – voce
- Robert Westerholt – chitarra
- Martijn Spierenburg – tastiere
- Jeroen van Veen – basso
- Ruud Jolie – chitarra
- Stephen van Haestregt – batteria

### Altri Musicisti
- Chris Jones – voce in Utopia